# Човац
Човац је насељено мјесто у Западној Славонији. Припада општини Окучани, у Бродско-посавској жупанији, Република Хрватска.

## Географија
Човац се налази 3,5 км југозападно од Окучана.

## Историја
Човац се од распада Југославије до маја 1995. године налазио у Републици Српској Крајини. До територијалне реорганизације насеље се налазило у саставу бивше општине Нова Градишка.

## Становништво
Према попису становништва из 2011. године, насеље Човац је имало 139 становника.
| Националност       | 2001. | 1991. | 1981. | 1971. | 1961. |
| Срби               | 90    | 354   | 417   | 502   | 520   |
| Хрвати             | 101   | 10    | 3     | 1     | 10    |
| Југословени        | —     | 1     | 17    |       | 1     |
| остали и непознато | 4     | 8     | 1     | 1     | 3     |
| Укупно             | 195   | 373   | 438   | 504   | 534   |

| Демографија | Демографија | Демографија |
| Година      | Становника  | Становника  |
| ----------- | ----------- | ----------- |
| 1961.       | 534         |             |
| 1971.       | 504         |             |
| 1981.       | 438         |             |
| 1991.       | 373         |             |
| 2001.       | 195         |             |
| 2011.       |             | 139         |

## Попис 1991.
На попису становништва 1991. године, насељено место Човац је имало 373 становника, следећег националног састава:
| Попис 1991.‍ | Попис 1991.‍ | Попис 1991.‍ | Попис 1991.‍ | Попис 1991.‍ |
| ----------- | ----------- | ----------- | ----------- | ----------- |
|             |             |             |             |             |
| Срби        | Срби        |             | 354         | 94,90%      |
| Хрвати      | Хрвати      |             | 10          | 2,68%       |
| Југословени | Југословени |             | 1           | 0,26%       |
| непознато   | непознато   |             | 8           | 2,14%       |
| укупно: 373 |             |             |             |             |